# 2-butyn
But-2-yn (též 2-butyn, dimethylethyn, dimethylacetylen či krotonylen) je uhlovodík ze třídy alkynů se sumárním vzorcem C4H6. Je izomerem 1-butynu. Vyrábí se uměle, za běžných podmínek se jedná o bezbarvou těkavou kapalinu se štiplavým zápachem.